# Lilla Blodsugartjärnen
Lilla Blodsugartjärnen är en sjö i Lycksele kommun i Lappland och ingår i Umeälvens huvudavrinningsområde.